# NGC 6840
NGC 6840 ist ein Asterismus im Sternbild Aquila. Er wurde am 4. September 1784 von Wilhelm Herschel entdeckt.